# Bagbeze II
Bagbeze II est un village du Cameroun situé dans le département du Haut-Nyong et la région de l'Est.
Il fait partie de la commune d’Angossas.

## Population
En 1966-1967, on y a dénombré 812 habitants.
Lors du recensement de 2005, Bagbeze I[pertinence contestée] comptait 749 habitants[pas clair].

## Développement
Selon le Plan Communal de Développement d’Angossas (2012), la réhabilitation du bâtiments des formations sanitaires de Bagbeze II et l'affectation de trois personnels de santé pour les formations sanitaires (1 IDE, 1 AS, 1 Matrone) ont été planifiés afin d'améliorer le service de soins sur le terrain.
La construction d'une école maternelle à Bagbeze II a aussi été encadrée pour promouvoir l'éducation de base.
Un diagnostics organisationnels, techniques et économiques (DOTE) des centres d’alphabétisation fonctionnelle (CAF) existants dans la commune aurait été mis en œuvre pour faire face à la manque de structures d'encadrement des jeunes.
La réhabilitation d'un puits / forages d’eau et l'un aménagement d'une source d'eau ont également été envisagés dans le but de faciliter l'accès à l'eau potable.